# 딤미

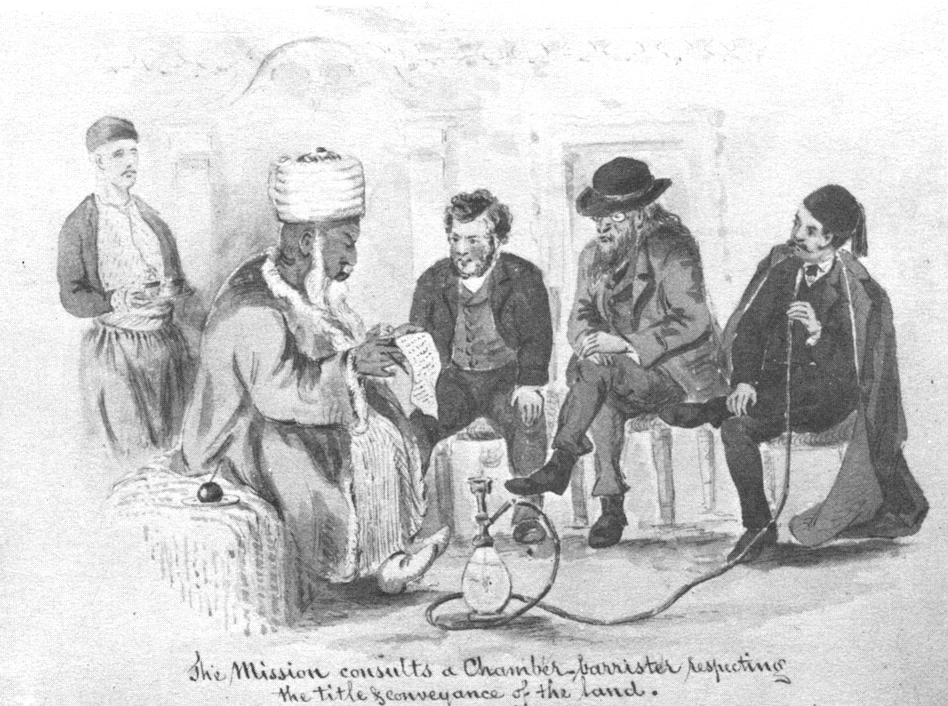
1876년 오스만 제국의 베이루트에서 다양한 종교의 사람들을 묘사한 그림

딤미(아랍어: ذِمِّي ḏimmī[*]; 집합명사: أهْل الذِمَّة ahl al-ḏimmah[*] 딤미의 국민)는 이슬람법이 다스리는 국가에서 무슬림이 아닌 국민을 가리키는 말이다. 딤미라는 용어는 국민 개개인의 삶과 재산, 종교의 자유를 보장하는 국가의 의무에 관련한 것으로서, 단 국가에 대한 충성을 바탕으로 한 것이다. 따라서 딤미는 사회전반적으로 소작농이나 노예에 비해서는 지위상 월등히 우월하였으나, 무슬림과 마왈리보다는 낮은 수준의 권리를 행사하였다. 딤미에게는 지즈야라고 하는 세금이 부과되었는데, 그 대가로 딤미는 종교의 자유, 신변의 안전, 자치를 보장받았다.
원래 딤미의 지위를 누릴 수 있었던 사람들은 꾸란에 '책의 사람들'로 지칭된 유대인과 기독교인뿐이었으나 후에 시크교도, 조로아스터교, 힌두교 교인도 포함하게 됐다. 불교도도 이에 해당하는 국민이다. 딤미에 해당하는 국민은 법적·사회적 지위가 무슬림보다 상대적으로 낮지만 다른 이교도보다는 더 많은 권리를 누리게 된다. 7세기부터 근대에 이르기까지 대서양 연안을 거쳐 인도에 이르는 수백만 명의 사람들이 딤미에 해당됐을 것으로 추정되고 있다. 딤미인 사람이 이슬람교로 개종하는 것은 아주 쉬운 일이었으며, 특별한 문제가 없다면 속박으로부터 자유로워질 수 있었다. 이슬람 세계에서는 일방적으로 개종을 강요하거나 사람을 죽이는 일이 거의 없었으나 십자군 전쟁이 시작된 12세기 이후부터, 알안달루스와 무와히드 왕조에 이르러서는 '이슬람 아니면 노예'를 강요했다.

## 의미
dhimmi라는 단어는 원래 "보호, 관심, 보호자"라는 뜻을 지닌다. 경제적인 의무, 재산권, 안전한 생활을 누릴 권리, 불가침권 등을 포괄적으로 포함하는 개념이다. ahl-dhimmi라는 단어는 "자유로운 이교도 국민"이라는 것으로 인두세를 비롯한 세금을 부담하기 때문에 그 대가로 상대적인 보호와 안전을 누리는 사람들을 일컫는다.

## 처우
일정 정도로 "개인의 종교적 관행을 지키는 것"이 허용됐으며 재산권, 안전권 등을 누려 별도의 독자적인 자치구가 설정될 수도 있었다. 이슬람 왕조의 지배하 딤미 신분의 국민은 이슬람법에 따라 "지속적으로 세금을 부과" 받는 대상이었다. 이슬람 지배자의 입장에서는 딤미의 충성이 물질적으로 증명되는 것이었기 때문에 세금을 반드시 내도록 규정했다. 그러나 여러 제약이 뒤따라 딤미는 무슬림과 관련된 재판에서는 증인으로 설 수 없었으며 무기 소지도 금지됐다.
이런 제약은 상징적이라기보다는 실제 생활에 적용될 법한 것에 해당했으며 거의 대부분의 제약은 궁극적으로는 이교의 흔적을 지워내는 것이었다. 폭력적이거나 극단적인 대처법은 흔치 않았지만 딤미 신분의 사람들에게 신분 상의 일부 제약은 이슬람 통치자의 권력에 대적할 수 없게 하는 굴레와 같았다.
이슬람 세력의 지배하에 놓여 있던 딤미의 열악한 권리에 대해 버나드 루이스는 중세 초기 비기독교 신자가 당했던 것보다는 여러 면에서 훨씬 가벼운 것에 불과했다고 서술했다. 일례로 추방이나 개종을 위시로 한 폭력 행위는 거의 일어나지 않았으며 거주지와 직업에 대해서도 제약이 많지 않았다고 한다. 그러나 중요한 것은 이슬람 세력이 군사와 농경을 장악해 무역과 경제권을 독점했다는 데 있었다.
일반적으로 딤미에 대한 무슬림의 태도는 민족이나 인종 차별적인 말로는 표현되지 않았으며 동정 내지는 연민에 가까웠다고 밝혀져 있다.

## 초기 이슬람권의 딤미
초기 무슬림 세력이 다른 세력과 사실상 마찬가지로 정복으로 영역을 넓혔기 때문에 패배자를 항복으로 이끌기 위한 수단이 필요했다.
공격을 앞두고 이슬람 통치자는 조건을 제시한다. 개종, 조공 의무 혹은 전쟁이다. 일정한 조건의 조약 및 개종을 선택하지 않을 시에는 전투를 시작하거나 또는 시일을 지켜본 후 먼저 기독교인과 유대인을 대상으로 항복 조건을 제시한다. 이 때에는 이교도만이 종교자유의 권리를 누린다. 이 조건은 딤미라는 개념이 갖고 있던 의미와 상당히 흡사한 것으로 볼 수 있다.

고전적인 의미에서 딤미를 대신한 초기의 개념은 예언자 무함마드와 카이바르 전투에서 마주친 유대인 간에 맺은 협약에 따른 것이었다. 카이바르 인근은 무함마드 세력이 처음으로 공격해 정복한 영역이었다. 유대인들이 항복했을 때 그는 1년 생산량의 절반을 바친다는 조건으로 유대인의 거주를 허락했다. 이 조건을 토대로 후대 이슬람 학자들은 딤미에 관련된 의미에 대해 논의했다.

### 비잔티움 제국
9세기에 이르러 무슬림 역사학자였던 발라두리는 딤미와 비잔티움 제국의 입법 과정에 대해 선을 긋는다. 그는 유대인들이 기독교도에 비해 오랜 딤미의 지위를 누렸다고 밝혔는데 근대 사학자들 또한 비잔티움 제국 당시의 유대인과 비기독교인 그리고 페르시아 제국에 머물던 유대인과 기독교인이 딤미로서 신분적 제약을 겪었으며 그 대상이었다는 데 동의한다. 물론 이슬람 원리주의자의 입장에서는 결코 수용되지 않는 의견이다.
테오도시우스 법전(438년)과 로마법대전은 얼핏 보기에 그대로의 이슬람 율법을 수용한 것으로 보인다. 비잔티움 제국 통치하에서 유대인들은 소리내서 기도할 수 없었으며 교회 근처에서 그들의 음성이 들려서는 안 되었다. 법당을 새로 짓거나 존재하던 건물을 수리하는 것은 무너질 상황 혹은 특별 허가 없이 금지됐으며 모든 군대와 관공서에 출입할 수 없었다. 유대인이 기독교를 비판하는 것은 용납될 수 없었으며 기독교인 노예도 부릴 수 없었다. 특별세를 부과하는 등의 제재도 있었으나 이는 하디스에 의거한 조치라는 이유로 정당화됐다. 이슬람 세력이 비잔티움 영토를 정복한 이후에는 자연히 이런 제약이 기독교인으로까지 확대됐다.

### 관련 문구
꾸란 2장 256절에서는 "종교에는 강제가 없다."라 쓰고 있으며 이를 두고 이슬람 신학에서는 타종교 신자라고 해서 이슬람교를 무조건적으로 믿게 하는 일은 없어야 한다는 것으로 이해한다. 109장 6절에는 "당신에게는 당신의 종교가, 나에게는 나의 종교가…"라는 구절이 있어 다양한 공존의 사회를 인정하는 이슬람교를 나타내는 증거로 꼽히고 있다. 2장 62절에서는 기독교와 유대교를 믿는 왕국 내 이교도에 대한 관용에 대해서도 쓰여 있다.

#### 꾸란 9:29
울라마(이슬람 지도자)들이 모여 내린 의견에 따르면 꾸란 9:29에 따라 이슬람 왕국 내의 이교도들에 대한 세금 및 조공 부과가 합당한 것이라고 한다. 내용은 아래와 같으며, 알라를 믿지 않는 자들과 싸워 인두세를 낼 때까지 싸우며 그들 스스로가 저주 받은 것처럼 느끼게 하라는 의미를 담고 있다.
구절 마지막에 아랍어: صاغرون saghiroon[*]이라는 단어가 나타난다. 이슬람 왕국에 거주하는 이교도가 세금 내지는 조공을 바쳐야 한다는 의미를 정당화하는 데 인용되는 단어이다. 이 구절은 번역본에 따라 약간의 차이가 나타난다:
알라를 믿지 않고 심판의 날을 믿지 않는 자들과 대적하라. 알라와 그의 예언자들이 금한 것은 믿지도 행할지도 말 것이다. 책의 사람들에 명시된 자들이 지즈야를 복종의 의미로서 바치고 스스로를 하수인으로 여길 때까지 타종교의 진실함에 대해 (실제로 그렇다고 할지라도) 인정해서는 안 된다.— 압둘라 유수프 알리의 번역

책의 사람들에 해당하는 자들, 최후의 심판과 알라를 거부하는 자들과 싸워라. 알라와 그의 예언자들이 금한 것을 하지 말며 그들이 몸을 낮추고 조공을 성실히 바칠 때까지는 타종교의 진실함에 대해서도 믿지 말라.— 마르마두크 피크탈의 번역

알라와 최후의 날을 믿지 않는 자와 대적하며 알라와 그의 예언자들이 금한 것을 행하지 말라. 딤미 스스로가 굴복하고 이슬람의 우월함을 인정한다는 뜻으로 세를 낼 때까지는 타종교의 진실함에 대해서도 동의해주지 말라.— 무함마드 하비브 샤키르의 번역

#### 하디스
예언자 무함마드는 "유대인과 기독교인을 학대하는 자는 심판 때 내가 직접 고소인으로 나설 것이다"라고 밝혔다. 이를 인용한 버나드 루이스는 "계약으로 부리는 사람을 죽인 사람은 천국의 향조차도 누릴 수 없을 것이다"라는 하디스의 문구를 인용했다. 책의 사람들에 해당하는 유대인, 기독교인에 대한 보호를 상기하는 기초 자료이다. 이라크계 미국인이자 여러 학교에서 중동학을 가르친 바 있는 마이드 카두리 교수는 비슷한 하디스 구절인 "계약 관계(딤미)하에 있는 자들에게 피해를 입히면 훗날 그가 가진 모든 것을 몰수할 것이며 내가 스스로 재판에 함께할 것이다."를 인용했다. 그러나 이슬람 국가에서 딤미의 안전은 불안하기 그지 없었다.

#### 우마르 협정
우마르 1세와 기독교도 간 체결된 우마르 협정은 딤미에 대한 영속적인 제한에 관련되는 문구이기도 하다. 문서에는 제약과 의무가 기술돼 있어 항복자로서 그들이 처한 상황을 알 수 있다. 그러나 서구 오리엔탈리즘과 신봉자들은 우마르 협정의 진정성에 대해 아랍어와 이슬람 문명에 대한 지식도 거의 없었던 기독교인이 협정 자체를 체결했을 리 만무하며 승리한 자가 평화 조약을 빌미로 강압하는 것에 있어 의심의 여지가 높다고 말한다. 역사학자들은 우마르 협정의 원본이 오늘날 널리 알려진 형태가 아니었으며 형식적으로도 차이가 있을 것으로 보여 후대 꾸란 학자들에 의해 추가돼 자신의 세력 강화를 위해 이용한 것으로 보고 있다. 우마르 협정과 테오도시우스 법전 양식이 상당히 흡사한 면을 지니고 있는 것으로 보아 현존하는 내용 중 다수를 테오도시우스 법전 양식대로 후대 학자들이 차용한 것임을 짐작할 수 있다. 협정의 일부는 적어도 우마이야 왕조와 아바스 왕조 대에 널리 반영됐다.

### 율법학자와 해설가의 해석
수니파 무슬림은 7세기-8세기의 하나피, 말리키, 샤피이의 의견을 널리 수용하는 반면 시아파는 현재 살아 있는 학자의 견해만을 따른다.
7-8세기의 율법학자들은 상당히 인륜적이여서 11세기 해설가들에 비교하면 딤미의 처우도 상당히 좋은 편이었다. 11세기는 이슬람 세력이 본래 영토뿐 아니라 모든 영역에서 아랍인의 생활이 위협 받을 때였다.
11세기의 해설가던 알 자마카샤리(al-Zamakhshari)는 지즈야 수금 시 딤미에게 수치와 모욕을 범할 것을 밝힌 반면 아부 우바이드는 관세 부과에 있어 어떤 딤미도 피해를 받고 부당한 행위를 겪어서는 안 된다고 주장했다. 저명한 율법학자이던 아부 유수프도 온건한 입장을 보였으나 반드시 세금은 딤미에 부과돼야 하며 전액 상납하지 못했을 시에는 감옥에 가둬야 한다고 보았다.
시아파의 학자이던 야쿱 야파리는 《Tafsir Kosar》에서 saghiroon라는 단어의 의미가 다음과 같이 파악되고 있다고 밝힌 바 있다.:
- 일부 율법학자들은 saghiroon라는 단어 자체가 지즈야를 모욕적으로 수취해야 한다는 것을 가리키며 반드시 그들이 걱정하게끔 유도돼야 한다고 보았다.
- 셰이크 투시 같은 율법가들은 saghiroon이 이슬람 율법에 대해 딤미가 충성해야 한다는 의미를 갖고 있을 뿐이라고 보았다.[35]
- 또한 예(禮) 혹은 지즈야에 관련한 양식까지 포함하는 것으로 관리가 앉아 있을 시 딤미는 반드시 서서 있어야 한다는 것을 암시하는 내용으로 파악됐다.[36]

## 이슬람 지배 하의 비이슬람교도
수세기 동안 이슬람 세력의 통치하에 있던 조로아스터교와 기독교도들이 이슬람교로 개종했지만 유대인에게는 그 영향이 거의 미미했다. 조로아스터교는 페르시아로 이슬람 세력이 침투하자 처음으로 무너지기 시작했다. 페르시아 제국의 권력 구조와 밀접하게 연관되어 있던 상황에 따라 국가의 지원이 끊기자 조로아스터교는 바로 쇠퇴에 접어든다.

### 북아프리카, 중동지역

#### 기독교

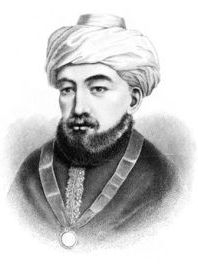
모로코와 이집트에서 물리학자이자 랍비로 활동했던 마이모니데스 역시 딤미였다.

기독교도에게 개종은 천천히 이뤄졌지만 가혹하게 처해진 측면도 있었다. 십자군전쟁 시기까지만 해도 인구의 대부분을 차지했던 기독교도는 급속도로 종교에 따른 그 지위가 열등한 위치에 처해지게 되면서 다수가 개종하기 시작했다. 중앙아시아와 예멘에서도 함께 기독교도가 줄어들기 시작했으며 마그레브인들은 알모하드 세력의 박해를 통해 기독교에서 멀어지게 된다. 시리아, 이라크, 이집트에서 기독교도가 계속 거주하기는 했지만 소수로 줄어든다.
1095년 교황 우르바노 2세는 기독교도들에게 팔레스타인에 살고 있는 형제들에게 나아가 도움을 줄 것을 촉구하고 나섰다. 십자군 전쟁의 점진적인 확대로 인해 라틴어를 쓰는 기독교도들이 동방에 거주하던 기독교도들과 조우하게 됐다. 유럽에서 생활하는 방식에 비해 동방에 거주하던 기독교도들은 상당히 옛날 방식으로 예배를 하는 법-그들조차 잊어버렸던 방법-을 갖고 있어 신앙의 표현도 상당히 다른 편이었다. 당시 팔레스타인 주변에서 거주하던 기독교도들은 무슬림 지배 하에서 더 편한 지위를 누릴 수 있었으므로 십자군 전쟁의 주도 세력에는 별다른 도움을 주지 않았다. 아랍 세력이 16세기에 들어 오스만 제국의 지배하에 들어서게 되면서 기독교도 인구와 재력이 다시금 호조세로 돌아서기 시작한다. 오랫동안 기독교와 유대교도를 다루는 데 경험을 갖고 있었으므로 과거 이슬람 지배 세력보다는 훨씬 종교적 측면에 있어 관대했다. 19세기에 이르러 유럽 국가의 압력이 딤미에 대한 제약을 놓고 붉어지며 오스만 제국을 압박하기 시작한다. 유럽국가들은 딤미 지위에 속한 사람들의 권리 제약을 폐지할 것을 요구했다. 한편, 근대화를 통한 경제적 지위 향상은 아랍 지역의 기독교도들이 결과적으로는 출산률 감소로 이어져 인구수 감소를 낳게 된다. 자유와 부의 증대는 결과적으로 이슬람 교도와의 마찰로 이어지는 양상을 띠게 된다.

#### 유대교
유대인들은 딤미라는 지위와 관계 없이 가장 영향을 받지 않았다. 로마 제국과 비잔틴 제국의 박해에서 오랜 세월동안 역경을 겪었기 때문에 이슬람 세력의 정복이란 유대인들에게 있어 지배 계층의 또다른 변화이자 좀 더 나은 시기로의 도래였다. 자발적인 개종은 아주 드물어 어떤 이슬람 국가를 막론하고 유대인들은 나름대로의 도리와 종교적 신념을 지키고 살았다.
학자 모르데차이 자켄의 연구에 따르면 이슬람 부족 사회에서 족장들은 유대인 지배민에게 세금을 물렸다. 쿠르드 민족 사회에서 세금 등의 대가로 보호를 받았으며 추수한 곡물이나 숙련된 기술로 부족 사회를 도왔다.

### 동양
세계에서 가장 이슬람교도가 많은 나라는 인도네시아로 2억 명이 넘는 이슬람 교도가 거주하고 있다. 인도네시아 국민의 종교 비율은 이슬람교(87%), 개신교(6%), 천주교(3.5%), 힌두교 (1.8%)로 파악되고 있으며 525개 언어 및 사투리가 사용되고 있다. 초기 이슬람 세력은 13~14세기에 인도에서 건너온 무역상들이었다. 무역상들은 항구도시에서 결혼관계를 맺으며 지역 주민들과 관계를 쌓기 시작했고 인도네시아를 비롯한 말레이시아, 싱가포르에서는 다문화의 공존이 어떤 곳보다도 광범하고 여러 부분에서 나타나고 있으며 평화적인 공존의 사례를 보여주는 한 예이기도 하다.

## 딤미의 역사적 지위

### 법적·사회적 지위
딤미의 지위는 법적으로, 사회적으로 열등했으며 차별이라는 것은 산재했다. 사회 체계 자체적으로 법과 관습 내에서는 "법정에서 증인으로의 자격이 없었으므로" 그러한 차별이 유전처럼 대물림됐다. 때문에 무슬림의 폭력과 범죄에 대해서도 상대적으로 취약할 수밖에 없었다. 무슬림에 비해 낮은 지위로 딤미를 속박하려는 엄격한 제약에도 불구하고 극히 드물게는 경제적 부를 축적해 안정적인 삶을 누리는 경우도 있었으나 이는 권력에 따른 것으로 극히 드물었다. 실질적으로 이슬람 사회가 부과한 제약과 규칙은 이슬람교 자체적으로 주장하는 도덕적인 행위와 종교적 원칙과는 무관한 경우가 대부분이었으며 문서로 남겨져 있는 속박보다는 실질적으로 더 나은 경우가 많았던 것으로 보고 있다.
중동 사회에 정통한 사학자로 알려진 버나드 루이스 교수는 11세기의 샤피이 학자이던 알마와르디가 딤미에 관련한 상황에 대해 세금(인두세)을 바치는 것이 가장 중요한 사항이었으며 이는 강제적인 사항과 바람직한 것으로 나누었다고 적었다. 강제적인 사항이란 이슬람교를 음해하려는 불경한 행동, 무슬림 여성과의 성행위 혹은 결혼, 무슬림을 개종하게끔 부축이는 것, 이슬람 왕국의 적을 지지하는 행위가 포함됐다. 바람직한 행위란 독특한 옷을 입고 종교적인 특색을 시각적으로 드러내지 않는 것, 포도주나 쇠고기 섭취 금지, 소리내서 기도하지 않는 것 등이었으며 필수 조건 중에는 시체 매장을 공개적으로 치르지 않는 것과 낙타와 말, 당나귀 등에도 탈 수 없다는 조항이 있었다.
"이슬람은 위대하며 그 어떤 것도 이슬람 위에 존립할 수 없다"는 원칙은 이슬람 왕국 내에서 이교도와 무슬림 간의 관계 정립에 상당한 영향을 끼쳤음에 틀림 없었다. 루이스 교수는 전통 이슬람 사회에서 믿는 자와 그렇지 않는 사람들에 대해 동등한 대우를 보장한다는 사실 자체가 논리적으로도 불합리하다고 생각했을 것이라고 밝힌 바 있다.
공간과 시간에 따라 딤미에 관련한 처우는 천차만별이었으며 이는 통치자의 우호적인 처우 보장이나 역사적 환경에 따른 경우가 많았다. 유대인이자 저명한 교수인 노르만 스틸맨은 모로코에서 그들의 처우가 가장 가혹했으며 이에 대해 "의식적인 (신분의) 절하" 와도 같았다 고 적었다. 예멘과 이란 등지에서도 상황은 크게 다르지 않았다. 대체적으로 이슬람 세력이 대외적으로 강성했던 시기는 딤미에 대한 처우가 훨씬 좋았으나 반대의 경우에는 가혹한 처벌과 제약이 뒤따랐다. 주기적으로 딤미에 대한 처우는 쌍곡선을 그려 급속도로 변하곤 했다.

### 종교적 측면

#### 이슬람교로 개종
이슬람교의 전파는 대체적으로 설득 및 권유에 따른 것이었다가 장기적으로는 세금과 다른 제약을 둠으로써 변형됐다. 일부 강압적인 조치가 따른 것도 사실이다. 많은 기독교인과 유대인, 조로아스터교인들이 이슬람교로 개종했다. 그러나 개종률과 세 종교의 세력에 대해서는 큰 차이가 있었다. 조로아스터교가 가장 빨리 개종했으며 기독교인의 경우 개종이 상대적으로 천천히 이뤄졌다. 유대교만은 이슬람 세력 전역에 거쳐 명맥을 이어갔다. 루이스 교수는 조로아스터교의 경우 교파 내 성직자가 이슬람교와 상당한 관련을 맺고 있었으며 이란의 고대 권력 구조와도 유사한 상태였으므로 별다른 차이를 느끼지 못해 개종이 급속도로 일어난 것으로 보고 있다. 기독교의 경우 아랍인의 정착으로 정상적인 개인권을 누릴 수 없게 된 상황에서 주류 사회로 유입되려는 움직임이 점차적인 개종의 이유가 됐다. 중앙아시아, 남아라비아에서 기독교의 흔적은 순식간에 없어져버리기도 했다. 유대인들은 반대로 역경에 적응했으며 변화에 능숙했다. 정치, 사회, 경제적으로 모든 어려움에 대처할 준비가 되어 있었던 것이다. 반례로는 1142년 경 무와히드 왕조의 강성으로 개종을 택한 유대인이 있었다. 유대 대백과사전은 지식인 계층의 유대인들이 20세기 이슬람교로 많이 개종했다고 밝혔다. 편집자들은 유대교의 타락과 미신과 같은 관습에 얽매였던 것이 아랍 세계의 성공에 눈부신 성과와 대비됐다고 지적한다. 세계의 한 축으로 성장한 아랍세계에 대한 부러움이 지식인을 움직이는 원인이었다는 분석이다.

##### 종교의 자유와 개종 압력
이슬람교의 관점에서 충성의 맹세로 딤미는 개인의 종교를 누릴 권리를 인정받았으며 강제적인 개종에 얽매이지 않았다. 또한 딤미는 경제적으로 다양한 역할을 수행했다. 실제로 이슬람교 초기와 오스만 제국의 점진적인 정복 활동 때만 해도 강제적인 개종은 극히 드물었다. 그러나 정복자는 약속을 깨기 시작했고 딤미는 개종과 노예 중 하나를 택해야만 하는 상황에 처하게 됐다. 대부분 무와히드 왕조 하 마그레브 지역에서 일어났으며 수니파보다 관용적이지 않았던 시아파의 페르시아 일대에서도 유사한 상황이 계속됐다.
12세기에 걸쳐 무와히드의 군주들은 강제 개종한 유대인과 기독교인을 대거 죽였으며 이에 따라 이집트를 뺀 북아프리카의 기독교 사회는 종말을 고했다. 살아남기 위해서 유대인들은 외면 상으로 이슬람교에 개종한 사람으로 살아야 했다. 무와히드 왕조의 박해가 없어지자 자연스레 유대교로 돌아올 수 있었다. 1148년 코르도바 대학살 당시 모세 벤 마이몬으로 대표됐던 유대인 출신의 철학자, 성직자, 물리학자들은 거짓으로 개종함으로써 연명할 수밖에 없었다. 모로코 일대에서 일어난 숱한 박해로 인해 여러 무슬림 부족이 아틀라스 산맥 일대에 존재하는데 이들 또한 원래는 유대인 태생인 것으로 추정된다.
루이스는 강제 개종이 전반적으로 극히 드문 경우였지만 강제 개종은 페르시아에서 널리 행해졌다고 지적했다. 1656년 아바스 2세는 유대인을 쫓아내면서 개종할 것을 명령했으나 경제력이 약해지면서 그는 계속 유대인을 압박할 수 없었다. 18세기 초 시아파 성직자는 모든 딤미에게 이슬람을 포교하려 시도했으나 전혀 성공하지 못했다. 1830년 2,500명의 유대인이 강제적으로 개종당했다. 1839년 마슈하드에서 대량 학살당했으며 살아남은 사람들은 개종을 강요당했다. 1866년의 경우 영국과 프랑스의 개입에도 불구하고 바르포로쉬의 유대인들은 유대교를 지킬 수 없었다.
예멘의 무슬림 집권자들은 아이들에게 강제 개종을 지시했다. 이는 모든 아이들이 무슬림으로 태어난다는 믿음에서 기인한 것으로 볼 수 있다. 강제 개종한 유대인들을 의심했던 무와히드 왕조의 군주는 아이들을 데려다 무슬림으로 키웠다. 예멘에서는 1922년 고아 칙령이 발효되면서 부모가 죽은 고아의 경우 무조건 무슬림을 믿게 했으며 후에 이는 아버지가 없는 아이들에게까지 확대됐다. 어려움에 처한 아이들을 돕고자 하는 취지도 있었지만 유대 사회는 처절히 붕괴할 수밖에 없었다. 아이를 숨긴 유대인 지도자들은 구금 혹은 고문까지 감수해야 했으나 예멘 내 유대인의 지위는 계속적으로 안정을 찾아가게 됐다.
시간과 장소에 따라 강제 개종은 전염병처럼 퍼지곤 했으며 리비아의 경우 1558년-1589년, 타브리즈는 1291년, 1338년, 바그다드에서는 1333년과 1344년에 강제 개종이 이뤄졌다.

#### 관행에 대한 제약
종교 의식을 수행할 수는 있었지만 무슬림의 눈에 잘 띄지 않는 곳에서 치러야 했다. 십자가나 특별한 종교적 상징물을 진열하거나 공개적으로 내비치는 행위는 일제히 금지됐으며 건물 양식이나 의복 또한 제한됐다. 각적(유대교에서 쓰는 악기의 일종)이나 교회 종소리는 존재할 수도 없었다.
딤미 신분의 사람들은 스스로 자신의 종교지도자를 선택할 권리가 있었다. 예를 들어 기독교인은 총대주교, 유대인의 경우 포로족장과 게오님에 해당한다. 그러나 그 선택권은 실질적으로 무슬림의 권한에 한정돼 있었으며 대개 후보 우두머리와의 접촉을 막거나 세력이 강한 일파의 편을 드는 경우가 많았다.
어떤 식으로든 이슬람교를 모욕하는 행위는 저지당했으며 이슬람교와 상관 없는 종교적인 문학과 꾸란을 가르치는 행위도 금지됐다.
죽은 자가 있어도 곡소리를 낼 수 없었으며 장례식을 거하게 치를 수도 없었다. 무슬림이 장례식 절차를 방해하거나 모욕을 주는 행위는 팽배했으며 돌을 던지고 저주를 퍼붓는 행위는 무슬림 아이들조차도 저질렀던 것으로서 시공간을 초월했다.

#### 예배 장소
이슬람 율법에 따라 예배 장소는 이슬람 왕국 영지 내에서 환경적으로 적당하다고 판단되는 곳에 지어졌다. 거의 대부분의 경우 교회나 법당을 수리하는 것이 허용되지 못했다. 우마르 협정에서는 딤미가 한밤중이든 한나절이든 폐허가 된 예배 장소를 복원하지 않는 것이 의무라고 기록하고 있으며 이븐 카티르도 이를 고수했다. 알마와르디는 딤미가 아주 오래돼 낡은 절이나 교회를 다시 지을 수는 있다고 적고 있다. 대개 딤미 공동체의 예배 장소는 이슬람 세력과의 결탁과 뇌물 제공 능력에 달린 것이었다. 이슬람 율법학파 중 하나인 샤피이(Shafi'i)에서는 해당 지역이 공격을 당했을 경우 예배당을 쓸 수 없었다고 믿는다. 마찬가지로 전쟁이 났을 경우 대부분의 건물이 폐허가 되는데 이슬람 율법상 재건축을 거의 허용하지 않을뿐더러 침략 시에는 자발적으로 이슬람교 개종을 하는 경우가 많았기 때문으로 보인다. 알나와위는 침략 당한 국가가 항복 조약을 체결할 경우에는 소유주로 인정 받았을 시에만 예배당과 집다운 집을 지을 수 있었다고 썼다. 아바스 왕조의 군주들은 통치 동안 침략을 할 시 모든 교회를 없애버릴 것을 명령하곤 했다. 11세기 파티마 칼리프조의 알하킴 비아므르는 이집트, 시리아, 팔레스타인 인근의 모든 교회와 법당을 파괴하는 것을 감독했다. 그러나 후에 파괴된 건물 개보수를 조금씩 허락했다.
그럼에도 일부 딤미는 어렵게 법당과 교회의 규모를 확장하거나 새로운 건물을 지을 수 있었다. 이는 허가를 위해 그만한 대가를 뇌물로 치렀기 때문이었다. 예배당이 정복 전부터 존재한 것이라면 이슬람 신학자들은 이슬람 율법을 기초로 하여 이전부터 있던 건축물이라는 이유를 들어 모든 교회를 없애지 않기도 했다. 이러한 율법자들의 판단이 바그다드와 일부 도시에 적용됐다.

#### 모독
7세기에, 제 2대 정통 칼리프였던 우마르는 라시둔 칼리파국에 표현의 자유를 선포됐다.
확실한 증거를 기초로 판단하라. 약자에게 친절해라. 그래야 그들이 두려움 없이 자신의 말을 표현할 것이며 그들을 교화하기 위해서는 우호적인 관계를 유지해야 한다.

9세기에, 발언의 자유가 아바스 왕조의 군주였던 알마문의 조카 알하시미에 의해 발표됐다.
당신의 의견을 자유로이 개진하며 스스로를 즐겁게 할 수 있는 말을 발표하라. 무슨 말을 하더라도 안전하고 자유로울 것이니 서로 간을 공평하게 재판해 줄 중재인을 지명하라. 오직 진실에만 기댈 것이며 황제의 영토와는 상관이 없을 것이다. 신이 죄와 벌을 감당하실 것이니 재판자의 말이 곧 법이다. 이곳에서 모든 안전이 국민을 지킬 것이며 나를 대적하거나 나를 위한 어떤 판단도 따를 준비가 돼 있다. 종교에는 강요가 없기 때문이다. 나는 당신 스스로의 믿음을 기쁘게 받아들일 것을 청원하는 바이며 현재 당신의 엄청난 믿음을 지지한다. 당신과 함께 신의 가호가 따르기를!

후대에 이르러 불경한 행위는 무슬림이건 아니건 상관없이 모두에게 적용돼 엄청난 벌을 받아야 했다. 불경 혹은 모독에 대한 정의는 이슬람교의 성서(꾸란)에 대한 비판과 예언자 무함마드의 부정, 존경심을 표하지 않는 행위 등이다. 많은 학자들이 이러한 행위에 대해서는 사형을 선고해야 한다며 밝히고 있으며 대중을 향한 광란이나 공격이 아니라면 태형이나 감옥행을 택해야 한다는 주장도 있다.
많은 딤미들이 불경을 범했다는 이유로 목숨을 잃었다. 일부 딤미들이 순교를 택하기도 했지만 거의 대부분 술이 취하거나 정신 이상자의 경우가 많았다고 하는데 정치적인 이유 혹은 사적인 원한 등으로 일방적인 사형을 수행하는 경우는 흔치 않았다. 사형감인 모독 행위는 무슬림들에게 아첨을 하거나 두려움에 떨어야 했던 이유였다. 에드워드 윌리엄 레인이 이집트 여행기에서 썼듯이 당시 유대인들은 결코 말을 함부로 내뱉지 않았으며 투르크족과 아랍인을 향한 모욕적인 말을 입에 담지도 않았다. 이는 수많은 사람들이 오해를 사거나, 실수로 궁지에 몰려 꾸란이나 예언자를 욕되게 했다는 이유로 사형당했기 때문이다. 불경한 행위에 대한 응징은 도처에서 일어났다 : 튀니스(1876년), 하마단(1876년), 알레포(1889년), 테헤란(1895년), 모술(1911년)

### 세금
딤미 공동체는 무슬림의 지침에 따라 세금을 지불해야 했으며 이는 딤미로서 지위를 확보하는 데 가장 핵심적인 요건이었다. 수라에서는 지즈야가 지하드 즉, 전쟁을 중지하기 위한 전제 조건과도 같다고 보았다. 그러나 지즈야 지불 불능일 경우에는 보호받을 수 없었으며 법적으로 어떠한 보호도 받을 수 없다. 따라서 농노 또는 노예가 되거나 강제 이주를 강요당하거나 전 재산을 몰수 당할 수도 있다. 다만 아부 유수프는 사형이 아닌 수감으로 처벌을 대체해야 한다고 보기도 했다.
딤미의 관점에서 무슬림의 통치는 이전에 세금을 내던 형태가 좀 더 구체화된 형태였으며 무슬림 정복자의 입장에서는 딤미의 굴복에 대한 물질적인 증거를 확보하는 셈이었다. 루이스는 비잔티움 제국 세력이 물러나고 아랍 왕국이 들어서면서 딤미 중 다수가 또다른 압력을 견뎌내야 했다고 적었는데 세금을 비롯한 여러 제약은 과거에 비해 상당히 가벼웠다. 이집트와 시리아의 기독교인들은 심지어 이슬람 왕국의 통치를 더 선호했다.
딤미는 무슬림 사회에 있어 세입의 원천이었으므로 우마르 1세가 공표한 바에 따르면 딤미는 상당한 중요성을 지녔다. 아부 유수프가 인용한 바에 따르면
우리(무슬림)가 딤미를 추방해버린다면 우리에게 남는 것이 무엇이겠는가? 신의 이름으로 어느 누가 자신이 한 일에 대해 정당한 대가를 요구하고 찾아올 수 있을까.

딤미에게 부과됐던 두 세금으로는 인두세인 지즈야와 카라즈(kharaj)라고 부르는 토지세가 있었다. 초기 이슬람 역사서에서는 둘을 따로 구분하지 않았으나 후대에 이르러 카라즈가 부과되기 시작했다. 종교를 불문하고 농부라면 반드시 지불해야 했다.
초기 기록으로는 뛰어난 가치를 인정 받고 있는 무와타에는 지즈야를 남성에게서만 수금하도록 한 것에 대해 적고 있는데 사업상으로 여행을 하던 자들에게 특별세로 부가되던 자카트는 딤미에게 부과되지 않았다.
순나에서는 여성이나 아이들에 대한 지즈야가 없다고 기록하고 있다. 지즈야는 사춘기에 이른 남자라면 반드시 내야 했으며 딤미들은 자카트를 낼 필요가 없다 ... 이는 무슬림에게 부과되는 것으로 그들 스스로를 순결하게 하며 빈자에게 자신의 부를 돌려주기 위함이었다... 만약 다른 무슬림 국가로 자주 출입하게 되면 그들이 방문한 횟수에 10을 곱한 값을 세로 물게 한다. 이에 대해서는 사전에 명문화한 것이 아니므로 딤미에게는 해당하지 않는다.

대부분의 이슬람 학자는 지즈야가 반드시 남성에게만 부과되어야 한다고 본다. 일부 해석에 따르면 전쟁 시 패배할 경우 모든 재물을 지불하고 몰수당하는 사람이 성인 남자였으므로 남성만이 납세자 대상이다.
8세기 학자 아부 우바이드(Abu Ubayd)는 딤미가 지나친 지즈야를 부과 받아 고통받아서는 안 된다고 주장했다. 그러나 알나와위는 지즈야가 병자나 노인 심지어는 장인, 수도승, 노동자, 빈자, 경제활동을 하지 못하는 자에게도 해당되는 사항이라고 주장했다. 알 나와위의 견해가 실생활에서 적용됐으며 근대 여러 자료에서는 고아와 죽은 자, 과부에 대해서까지 세금을 걷었다고 증언하고 있다. 알 나와위는 미지불 시 다시 재력이 생길 때까지 빚으로 남겨뒀다 받아 내라고 적었다. 오스만 제국에서 딤미는 지즈야 영수증 따위를 항상 지니고 다녀야 했으며 그렇지 않을 경우 발각되면 수감됐다.
일반적으로 딤미가 더 많은 세금을 부과 받았다고는 하나 이에 대해서는 학자 간 이견이 컸으며 추가 징수액이 어느 정도였는지에 대해서도 의견이 분분하다. 노르만 스틸맨의 기록에 따르면 지즈야와 카라즈는 딤미를 비롯한 이교도 소작농의 생계 수단에 결정적인 타격을 주어 모든 세간을 잃게 했다. 결과적으로 경제적 궁핍 속에서 추가 세금 징수는 딤미의 이슬람교 개종을 가속화하는 요소로 작용했다.

### 법적 지위

#### 법정의 이용
딤미들은 종교 세력이 개입된 것이 아니라면 독자적인 법적 체계를 갖춘 법정을 운용할 수 있었고 대중의 질서에 치명적인 해악을 끼치는 행위에 대해 처벌할 수 있었다. 그러나 18-19세기의 오스만 제국에서는 딤미도 대개 무슬림 법정에 참가했다. 출석이 강제적인 경우 뿐 아니라 딤미 공동체 내의 사업상 거래와 재산을 기록하기 위한 목적도 있었다. 무슬림을 대상으로 한 범죄나 딤미 혹은 딤미의 가족에게 저지른 행위에 대한 재판도 열었다. 대개는 결혼과 이혼, 상속 등의 문제가 샤리아에 따라 판결됐다. 재판 전 맹세 서약을 하기도 했는데 무슬림의 맹세와도 동급으로 간주됐으며 사전에 딤미의 종교적 상황에 맞춰 맹세문을 다듬는 것을 허용했다.

#### 증인 자격 금지
딤미를 피고로 한 무슬림의 재판일 경우 무슬림 증인의 말이 항상 더 중요한 것이었다. 딤미의 진술이나 서약은 대개 무슬림에게 거의 영향을 끼치지 못하는 것이었다. 반면에 무슬림들은 딤미를 상대로 반격 심문 혹은 증인을 세울 수 있었다. 이러한 법적 지위의 불공정성은 딤미의 사회적 위치를 위태롭게 하는 것이었으며 단순히 앙심으로 저지른 재판에서 큰 피해를 볼 수 있었기 때문에 문제가 컸다. 그러나 일부 학자들은 이러한 행위가 딤미 사회에 있어 무슬림과의 접촉을 꺼리고 줄이게 되는 계기로 널리 작용해 사회적인 균열을 야기했다고 보고 있다.

#### 살해 사건
절대다수의 무슬림을 대변하는 하나피 학파에서는 딤미를 죽인 무슬림은 죽음으로만 대가를 치를 수 있다고 믿으며 이는 무함마드가 딤미를 죽인 무슬림을 죽이라고 명령한 하디스 구절에 기초한 것이다. 다른 이슬람 율법 학교에서는 살해 사건이 일어났을 경우 무슬림이 범인이라면 위자료 따위를 지불하면 됐으며 사형에 처하지 않았다. 말리키나 한발리 학교의 경우 딤미의 목숨이 무슬림의 절반이며 샤피이에서는 유대인과 기독교인의 목숨이 무슬림의 1/3, 조로아스터교인은 단지 1/15의 가치가 있다고 본다.

#### 상속
율법상 종교적 차이는 상속에 장애물로 작용했다. 따라서 무슬림과 딤미 모두 쌍방 간에 유산을 상속하는 일은 금지됐다. 그러나 일부 학자들은 무슬림은 딤미의 재산을 상속 받았지만 반대의 경우는 존재하지 못했을 것이라고 주장하기도 한다. 시아파의 경우 딤미가 무슬림 상속인을 지명하고 죽었다면 모든 재산은 다른 딤미 중 상속권이 있는 자들에 모든 권리가 앞선다고 주장했을 정도다. 이러한 관점은 과거 페르시아의 유대인들 사이에서는 큰 불만 요소 중 하나였다.

### 안전
우마르 협정과 함께 딤미는 어떤 종류의 무기도 지닐 수 없었다. 예외는 아틀라스 산맥과 중앙아시아 인근의 일부 유대 민족들에만 적용됐다. 무기를 소지할 수 없었지만 전쟁 중 보급병으로는 쓸 수 있어 접경 지대의 경우 딤미도 군사 행동을 위한 병력으로 소집됐으며 매년 병력 소집이 있을 때 세금으로 면제 받기도 했다. 그러나 전쟁에서 공을 세웠다고 해도 전리품을 취할 수 없어 봉급 정도만을 가질 수 있었다.
개인 무기가 없었으므로 이교도들은 대개 무슬림 권력 기관에 개인의 안전을 위탁해야 했다. 대부분의 경우 폭력이나 소요 사태에서 딤미 공동체를 보호하는 일은 상당히 난해한 것이었다. 따라서 왕권 붕괴와 사회 혼란은 딤미 사회의 불안과 직결됐다. 마그레브에서는 주권자가 바뀌거나 정국이 혼란할 시 유대 사회가 약탈과 학살에 시달려야 했다.
18세기 후기에 이르러서는 딤미를 대상으로 한 대량 학살과 폭력 사태가 심화된다. 1790년 테투안에서 대량 학살이 있었으며 1828년에는 바그다드에서 대학살이 일어났다. 19세기 중반에는 페르시아 전역에 대량 학살이 일어나 사페드에서는 1834년, 마쉬하드에서는 1839년에 소요 사태가 일어났다. 모로코, 알제리, 리비아를 비롯해 중동 국가에서 볼 수 있었던 상황이었다. 1860년에는 다마스쿠스에서 5천 여 명의 기독교인이 죽임을 당했다. 19세기 이라크에서는 기독교인과 유대인 거의 대부분이 끊임 없는 불안과 고통을 겪어야 했으며 특히 모술 일대에서 그 정도가 극심했다.

### 노예
이슬람 왕국의 통치력이 미치는 곳에서 자유로운 딤미 신분을 노예로 삼는 것은 금기시 됐으나 왕의 노예군대를 위한 어린 딤미 아이들을 노예로 부릴 수는 있었다. 이 관습은 아바스 왕조 때로 거슬러 올라가며 당시 군주들은 투르크족 중 이슬람교도가 아닌 아이들을 추려내 노예 전사로 육성했다. 훗날 전사들의 후예가 맘루크 세력의 시초가 된다. 오스만 제국은 매년 발칸반도에 거주하던 어린 아이를 노예로 뽑아 전쟁 병력으로 육성했다. 예니체리 병력으로 편입시키기 위함이었다.

### 사회문화적 지위

#### 모욕
율법가와 꾸란 해설자는 지즈야 부과에 대해 다른 입장을 보이고 있다. 율법가의 경우 더 관대하며 실증적인 반면에 해설자의 경우 지즈야 부과에 있어 모욕적인 방법 혹은 그 절차에 대해 서술하고 있다.

##### 해설자들의 관점
일부 꾸란 구절이 모든 종교에 앞서고자 하는 소기의 목적을 담고 있다는 주장이 있다. 이는 자연스럽게 이교도에 대한 횡포나 압력으로 나타났다. 특별히 명예를 중시하는 사회에서 딤미 신분이라는 사실 자체만으로도 그의 삶은 인간으로서 최악의 삶에 해당하는 것이었으며 딤미 상류층의 개종 이유가 됐다. 이에 대해 버나드 루이스 교수는 꾸란에서 대개 dhull 또는 dhilla(모욕, 비하)라는 단어를 많이 쓰는데 이는 무함마드의 말을 거역한 자들에 대해 신이 정해놓은 운명이며 이에 대한 거부가 이교도를 파멸로 몰 것이라는 뜻이라고 본다. 많은 이슬람 율법학자들의 말처럼 지즈야는 그 자체만으로도 모욕적이었다. 일례로 14세기 이집트의 이슬람학자 이븐 나카쉬는 전 세계에서 이단자들의 몰락은 먼 훗날에도 운명처럼 드리울 것이며 알라의 위대함은 그 증표로 남을 것이라고 주장했다.
딤미가 세금을 낼 때 나타나는 행위는 시기와 권력자에 따라 다를 수 있었지만 대개는 모욕적이고 수치스러운 행위가 다분했다. 아바스 왕조 때의 규약에 대해 무함마드 이븐 자리르 알 타바리는 딤미가 지즈야를 낼 때 두 손을 다리로 쓰며 기어야 했으며 자세를 곧게 펼 수도 없었다고 적고 있다.| 거의 대부분 딤미를 경멸하는 태도를 나타냄으로써 딤미 스스로 정체성을 부정하고 무슬림의 힘을 과시하려는 속성을 띤다. 이에 관련하여 18세기 대의 학자인 핫산 알 카프라위는 무슬림이 딤미를 길 한 가운데서 만나거든 그를 밀어 가장 좁고 사람이 많은 곳에 밀어버려야 한다고 밝혔다.
권력 앞에서 무기력해질 것이며 어떤 속임수에도 속지 않으며 딤미에게는 어떤 칭찬도 필요가 없다. 네가 서있는 동안 딤미는 채찍 앞에 앉아 있을 것이며 네가 돈을 취하면 그의 머리에는 먼지가 가득할 것이다.— 알 수유티, 수라 9:29, 

딤미는 무시당하고 모욕을 당해야 하며 하찮은 존재로서 자신을 파악해야 한다. 그러므로 이슬람 교도들은 딤미 신분의 사람들에게 명예를 부여해서는 안 되며 그들이 무슬림보다 우월한 권리를 누려서도 안 된다. 우리에게 있어 딤미란 가엾고 신에게 버림받았으며 모욕적인 존재다.— 시리아 출신의 이슬람 학자, 이븐 카티르

지즈야를 걷는 날에는 모든 딤미들이 공공 장소에 모여 있어야 한다. 그 장소는 가장 더럽고 낮은 곳이어야 한다. 관리자가 그들 위에 서서 좌중을 압도해야 하며 위협적인 자세를 취해야 함은 물론이다. 우리의 목적은 딤미의 재산을 가져가는 척하면서 모욕하고 비하하는 것이다. 그들은 지즈야만을 취하고 돌려보낸다는 것에 대해서 나중에는 감사하게 될 것이다. 지불 시 딤미는 어느 한 곳을 맞을 것이며 앞으로 고꾸라질 것이다. 그러나 검을 피했다는 것만으로도 안도의 숨을 쉬게 된다. 이렇게 하는 것이 신의 친구, 처음이자 마지막 세대가 이단자 적들에게 알라신의 힘을 보이고 예언자의 위력을 발휘하는 길이다.— 무함마드 알 마길, 

이슬람권과 중동을 여행한 유럽인들의 기록은 딤미에 대한 모욕과 비하에 대해 적고 있으며 유대인에 대한 것이 특히 많았다. 오래전부터 딤미에게 돌을 던지는 것은 무슬림 아이들이 즐겨 하는 놀이 같은 것으로 나타났다. 단, 일년 단위로 납세 의식을 치렀던 오스만 제국에서는 지즈야를 딤미 공동체에서 선출한 대표자들이 걷었으므로 모욕을 주는 일은 거의 없었다. 단, 모든 궁정과 사람들의 말 속에는 딤미를 경멸하는 어구가 산재했다. 관리들은 "소떼"라는 의미의 "raya"를 딤미를 가리키는 말로 썼다. 무슬림 사회에서 유대인들은 거의 "유인원"으로 통했으며 기독교인들은 "돼지"로 불렸다. 이렇게 동물로 딤미를 폄하하는 발언은 꾸란의 의미가 와전된 것으로 볼 수 있다. 원칙적으로 유대인과 기독교인, 조로아스터교인은 반드시 지즈야를 내야 하는데 딤미는 반드시 머리를 쳐들고 있어야 했다. 그러면 방문한 관리가 수염을 잡고 귀밑의 턱뼈를 때리게 했다.
| “ | 세관인은 앉아 있고 납세자는 서 있는다. 그는 머리를 숙여 절을 하며 등을 굽혀야 한다. 저울 따위에 세금을 올려 둬야 하며 세관인은 상대의 수염을 움켜 잡고 양 뺨을 때린다. | ” |
|   | — 알나와위, |   |

| “ | 지즈야를 관리에게 내면 그 지역의 수장이 나타나 주먹으로 목을 친다. 한 남자가 수장 옆에 서있다가 딤미를 쫓아갈 것이다. 그런 일이 수없이 반복된다. 모든 무슬림은 이 광경을 즐길 자격이 있다. | ” |
|   | — 아메드 알 다르디 알 아다위, |   |

##### 율법가
관세에 대한 고전적인 대작을 쓴 작가인 아부 우바잇은 딤미의 수가 얼마가 됐든 물의를 일으켜서는 안 된다고 주장했다. 아바스 왕조의 5대 칼리프였던 하룬 알 라시드 대 대법관이었던 아부 유수프는 지즈야 수금에 대해 다음과 같이 판결했다.
| “ | 어느 누구도 딤미라는 이유로 지즈야 수납 시 매를 맞거나 뜨거운 태양 아래 오래도록 방치되거나 육체에 어떠한 고통 내지는 혐오스러운 자극을 받아서는 안 된다. 오히려 그들은 자비와 관용을 베풀어야 할 대상이다. | ” |

#### 복식
딤미 신분의 사람들은 무리 지어 있어도 한눈에 무슬림과 구분될 수 있었다. 무슬림 지도자들이 특정 복식을 정하여 입고 다니게 했기 때문으로 대개는 아주 밝은 색깔이 옷이어서 눈에 튀었다. 우마르 협정에서는 기독교인들이 "어느 곳에서나 우리임일 나타낼 수 있는 옷을 입을 것이며 허리를 감싸는 넓은 벨트(Zunar)를 두를 것입니다"라고 말했던 기록이 있다. 노란색의 옷과 벨트, 귀걸이를 공중 목욕탕에서 착용하게 하기도 했다.
딤미에 대한 의복 일부 제한은 칼리파 내지는 술탄의 명령에 따른 것이었다. 이러한 제한이 우마르 1세때부터였다는 주장이 있지만 정확한 역사적 근거는 관습을 선구적으로 정착시킨 아바스 왕조 때 부터였다. 849년 알 무타와킬은 유대인의 머리에 베일을 두르게 하고 넓은 띠의 벨트를 착용할 것을 명령했으며 공중 목욕탕에서는 작은 귀걸이를 달게 했다. 11세기 파티마 왕조의 칼리파였던 알하킴은 기독교인들에게 50 cm 정도의 나무 십자가를 착용하게 했고 12세기 후반 무와히드의 군주 야쿱 알 만수르는 마그레브에 거주하던 유대인들에게 감청색의 긴소매 옷과 긴 모자를 쓰게 했다. 야쿱의 증손자이던 압달라 알 아딜은 계속된 유대인들의 복장 규제 일부 완화 요구에 노란색 의복과 터번을 쓰도록 바꿔주었다. 16세기 마그레브의 유대인들은 잡초 따위로 만든 샌들과 검은색 터번 혹은 빨간색 천으로 만든 모자만을 쓸 수 있었다.
오스만 제국의 술탄은 상대적으로 이교도 국민에 대한 의복 단속에 열성적이었다. 1577년 무라드 3세는 유대인과 기독교인들이 옷이나 터번, 샌들을 착용하지 못하게 하는 법안을 만드는 한편 1580년에는 마음을 바꿔 터번 착용은 허용하고 검은 신발만 신게 했다. 유대인들은 빨간색, 기독교인은 검은색 모자를 쓰는 것이 의무였다. 1730년대 무슬림들이 유대인과 유사한 양식으로 모자를 쓰고 다니게 되자 마흐무드 1세는 이들을 처형하라고 지시했다. 무스타파 3세는 개인적으로까지 그의 칙령을 강화하려는 움직임을 폈는데 1758년 이스탄불에서 변장을 하고 돌아다니다 금지 복장을 한 아르메니아 사람과 유대인을 발견하자 즉시 참수했다. 오스만 제국에서 의복에 관련해 공표한 마지막 칙령은 1837년 마흐무드 2세가 내린 것이었으며 그리스나 발칸 일대에서 기독교인이 절대다수인 경우 차별적인 의복 규정은 거의 존재하지 않았다.

#### 탈 것
딤미가 말이나 낙타를 탈 수는 없었으며 기껏해야 당나귀나 길마에 오를 수 있었다. 아즈하르 대학교의 학장이던 다마후리가 이에 대해 요약해 놓은 것이 있다:
유대인과 기독교인 그 누구도 말을 탈 수 없으며 안장이 있든 없든 상관 없다. 길마인 경우에만 오를 수 있다. 엉덩이 여럿(여러 사람)이 한 길마에 오를 수는 있다.— 18세기 아즈하르 대학교 학장, 다마후리

추가적으로는 걸터 앉거나 여성용 안장처럼 왼쪽으로 다리를 모아서 탈 수 없었다. 이집트의 경우 모든 탈 것에 딤미가 탈 수 없었으며 도시 내에서는 당나귀도 탈 수 없었다. 튀니스와 다마스쿠스에서도 유사한 관습은 널리 적용됐다.
17세기-19세기 중동을 거쳐갔던 많은 유럽인 여행가들이 당시 상황에 대해 여러 정황을 기록해놓고 있다.
유대인과 기독교인이 저명한 무슬림의 집 앞을 지나거나 그런 사람을 만났을 때는 거리 한 가운데서라도 강제적으로 탈 것에서 내려야 했다.— 덴마크의 여행가 카르스텐 니부르(Carsten Niebuhr), 1761년 이집트를 방문했을 때

1697년 카이로를 방문한 프랑스 사람도 같은 이야기를 적고 있으며 예멘과 모로코, 리비아, 이라크, 페르시아의 소도시에서는 무슬림 앞을 지나가는 딤미가 반드시 나귀에서 내려야 했다.

#### 거주지
우마르 협정에 따라 딤미의 의무 중 하나는 무슬림의 집보다 더 높을 수 없다는 것이며 여러 이슬람 율법학자들의 동의를 얻은 것이었다. 그러나 꼭 강제적인 것이 아니어서 그런 법은 스페인 일대를 지배하던 이슬람 왕국의 기록에는 전해지지 않고 튀니지의 경우 유대인이 아주 좋은 집을 소유했을 경우에만 적용됐다. 이따금 무슬림 칼리파가 딤미의 집을 구분할 수 있는 표시를 달 것을 지시하기도 했는데 9세기 아바스 왕조의 알 무타와킬은 딤미의 대문 앞에 악마의 형상을 나무로 못을 박아 새겨두라 명령했다. 비슷한 시기 아글라브 왕조의 카디(재판관)는 딤미의 집에 원숭이 형상을 새겨 놓은 판자를 내 걸도록 지시했다. 부카라에서는 유대인이 반드시 집 앞에 천 따위를 내걸어야 했다.
특정 지역에서 살 수 없다는 규정은 흔치 않았지만 일부 예외는 존재했다. 모로코에서는 15세기부터 19세기까지 유대인이 강제 거주지구에 갇혀 살아야 했으며 이는 유럽의 게토와 흡사한 양식인 것으로 추정된다. 페르시아에서도 분리된 구역에서 거주해야 했으며 홍해 연안의 도시인 히자즈에서는 우마르 1세가 기독교인과 유대인을 내쫓은 이후로 거주 자체가 불가능했다.

#### 결혼
율법가들은 하나같이 딤미 신분의 남자(이교도 모두)와 무슬림 여성이 결혼할 수 없다고 생각했다. 이슬람 역사학자인 프리드맨의 연구에 따르면 무슬림과 그렇지 않은 사람의 결혼은 꾸란의 세 구절에서 연원을 찾을 수 있다고 한다. 일부 초기 학자들이 말했듯 그런 경우의 결혼은 결함과도 같았는데 무슬림으로서 아내의 권리가 더 우월했지만 한편으로는 무슬림이 아닌 남편에 속한 아내의 구실을 해야했기 때문이다. 프리드맨은 이어 일부 전통주의자가 결혼을 노예 계약과도 같다고 주장했다고 적었는데 딤미가 무슬림 노예를 부릴 수 없었으므로 자연히 아내를 무슬림으로 받아들일 수는 없었다. 반대로 무슬림 남자는 이교도 여성을 취할 수 있었다.
딤미 남성과 무슬림 여성의 결혼과 성관계는 어떤 이유를 막론하고 강력히 금기시됐으며 어길 시에는 죽음으로 벌을 받았다. 이슬람 법학을 가르치는 모든 학교(하나피 제외)는 무슬림 여성과 결혼한 딤미를 벌하는 것이 돌을 던져 죽이는 것이라고 가르친다. 만약 무슬림이 아닌 아내가 이슬람으로 개종했는데 이슬람교를 믿지 않는 남편이 개종하지 않았다면 두 사람의 결혼은 무효가 됐다.

#### 계약 관계
이슬람과 기독교 간의 대립에 대해 서술한 앤드루 위트크로프트(Andrew Wheatcroft)는 어떤 식으로 사회적 관습이 작용하는지에 썼다. 더러움과 청결함의 기준이 종교에 따라 판단 기준을 달리 하고 있기 때문에 이에 따라 집단 간의 가깝고 먼 관계를 정립하는 기준이 됐다는 것이다.
무슬림과 기독교인은 근처에 산다는 것에 대해서 불편하게 느꼈으며 이런 경험은 쌍방에 유효한 것이었다. 이에 따라 다른 신념을 가진 자들과는 접촉을 최소화하려는 사회적 관습을 발견할 수 있었으며 서로 두려움과 혐오스러움에 이르는 것에 대해 말하곤 했다.

##### 시아파의 의식
시아파에서는 순결한 종교 의식을 중시한다. 엄격한 시아파 교도들은 무슬림이 아닌 자들이 젖은 손으로 만진 물건이나 사람은 의식 전에 반드시 정제해야 한다고 믿었다. 따라서 시아파가 대다수였던 페르시아에서는 이교도와 이슬람교도 간의 접촉을 금지하는 제약을 정했는데 19세기 후반 이란에서는 관리 기구가 매우 엄격한 규칙을 만들어 눈이나 비가 오면 유대인과 기독교인이 외부 출입을 하지 못했다. "20세기 초기에 이르러서야 모욕적인 관습과 믿음이 점차 사라지기 시작했다." 그러나 루이스 교수는 루홀라 호메이니의 발언에서 알 수 있듯 최근에도 그러한 믿음이 산발적으로 나타나고 있다고 지적하는데 호메이니는 이슬람교도가 아닌 모든 사람은 "불결"하다고 보았다. 근대 시아파의 의견은 루홀라의 의견에서 기독교인과 유대인은 순결하다고 주장하는 파젤 란카라니의 주장에 이르기까지 다양하다.

## 근대 세계의 딤미
딤미의 지위는 "기독교인의 오랜 고통의 감수와 유대인의 묵인" 속에 지속된 것이었으나 기독교계 국가의 강성과 프랑스 혁명의 급진적인 사상 등으로 기독교계 딤미 내에서 커다란 파장을 일으켰다. 무슬림이 딤미 관련 법에 대한 폐지를 거부하던 동안 유럽 열강의 계속된 압력이 지속됐으며 점차적으로 무슬림과 이교도 간의 불평등이 누그러드는 반강제적 개혁이 이뤄지게 됐다.
딤미에 대한 강제법은 이슬람 세계에서 19세기 중반까지 이어졌다. 오스만 제국이 이에 대한 제재를 풀면서 딤미에 대한 강박이 줄어들었으며 압둘마지드 1세가 왕위에 오르면서 반포된 탄지마트 칙령에 따른 것이었다.
1839년 11월 3일 하티 샤리프 칙령(Hatt-i Sharif of Gulhane)이 발표됐는데 칙령은 종교에 상관 없이 모든 국민이 평등하다는 원칙을 담은 내용이었다. 발표 동기는 대영 제국의 도움을 받기 위함으로써 당시 튀르키예는 이집트와의 마찰로 어려움을 겪고 있었다.
1856년 2월 18일 하티 후마윤 칙령이 1839년에 기초해 발표됐다. 영국, 프랑스, 오스트리아 대사들의 압박에 따른 것으로서 세 국가와 크림 전쟁에서 동맹을 맺고자 오스만 제국이 강제적으로 칙령을 선언했다는 분석이 있다. 무슬림이든 그렇지 않든 모든 사람들의 평등권을 인정하고 여러 개혁을 단행하는 계기가 됐다. 대표적인 예로 지즈야가 폐지되며 이교도도 군인이 될 수 있게 됐다.

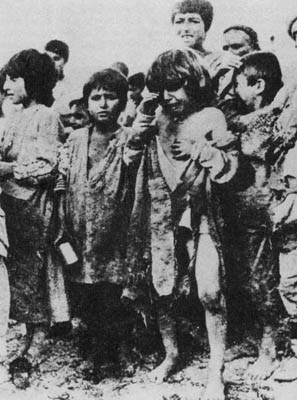
아르메니아인 집단 학살 사진

1차 세계 대전 동안 그리스, 아르메니아, 아시리아 등지의 소수 기독교인이 오스만 제국 지배하에서 박해받았다. 추방으로 시작된 강제 집행은 1914년 초기부터 대다수 기독교 양민의 학살로 나타났으며 대표적인 사건이 아르메니아인 학살 사건, 아시리아인 학살 사건이었다. 1915년 오스만 제국 주재 미국 대사이던 헨리 모건소는 35만 명이 기아 상태이며 살해 당했다고 보고한 바 있었다. 미국이 1차 대전에 참전하기 전부터 튀르키예 정부는 이미 미국 선교사를 강제 추방하고 있었다.

### 딤미에 관련한 근대 이슬람 율법가의 견해

루홀라 호메이니

- 루홀라 호메이니는 그의 저서 《On Islamic Government》에서 분명히 지적한 바 있다. 무슬림 외의 국민은 국가의 서비스와 보호를 받는 대가로 인두세를 내야한다. 그러나 그들은 정치 활동에는 참가할 수 없다.[150] 버나드 루이스는 호메이니가 왕에 대해 불만을 품고 있었으며 이는 이교도들이 정치나 율법에 관여할 수 있도록 가능성을 열어둔 데 있었다고 분석했다.[151]
- 저명한 시아파의 철학자인 타바타베는 딤미에 선처를 베풀라는 꾸란의 여러 구절을 9장 29절이 "폐기"했다고 주장하는 하디스의 해석에 대해 "폐기"라는 의미가 용어학적으로 혹은 단어 자체적으로 이해될 수 있다고 말했다. 만약 그 의미가 진정으로 수용되려면 무슬림은 신의를 다하는 방법으로 딤미를 다뤄야 할 것이라고 보았다.[152]
- 인도 출신의 유명한 이슬람 성직자인 자키르 나익은 모든 종교를 통틀어 이슬람교만이 유일한 신의 종교라 주장했다. 꾸란 3:85절에 신이 이슬람교만을 종교로서 인정했다는 것을 인용하면서 그는 절이나 교회, 법당에 관련해 그들의 종교가 그르다면 우리가 어떻게 해야될 것인가?라는 질문을 던졌다. 그는 이슬람 세계에서는 이교도의 건물이 존립해서는 안 된다고 주장했다.[153]
- 샤리아 율법학자이자 대아야톨라인 나세르 마카렘 시라지는 지즈야의 핵심 철학은 딤미의 안전한 생활을 보호해주고 그들의 이익을 대표하는 것이라고 설명했다.[154]
- 야베드 아메드 가미디는 꾸란의 명령은 사실상 예언자 무함마드 대에 그에게 대적했던 자들에게만 특수적으로 적용해야 할 것이라고 적었다. 그는 무함마드 당시 다신교 신도들에게 이슬람으로 개종할 것을 항복 조건으로 말하거나 지즈야를 징수함으로써 개종을 면제했다는 점을 지적했다. 이를 통해 딤미는 노예를 면하고 전쟁 시 보호 받는 대상이 됐다. 따라서 야베드는 무함마드 대 이후의 이슬람권에서 무슬림이 자체적으로 포교나 이슬람 사상의 고취를 위해 전쟁을 일으킬 필요가 없었다고 주장한다.[155][156]

## 딤미와 관련된 통념
버나드 루이스는 이슬람 세계에서 오랜 문학 양식과도 비견할만한 두 가지의 사회적 통념이 존재한다고 지적한다. 유대인에 관한 사회적 편견에 대해 마크 R. 코헨은 이에 대해 "종파를 초월한 유토피아의 환상"이자 "유대인을 박해하는 이슬람 세계의 미신"이라고 불렀다.
첫 번째 통념은 중세 이슬람 세력이 유대인에게 평화로운 안식처를 제공했다면 기독교인은 유대인을 박해했다는 것이다.
| “ | 평등과 상호 존중, 협력이 무르익었던 황금기였으나 무어인이 다스리던 스페인에서는 예외였다. | ” |

또 다른 하나가 "딤미튜드"에 관한 것인데 종속적이고 비하가 담긴 태도 혹은 박해를 가리키는 말이다. 모든 사회에 여러 사회적 통념이 존재하듯이 통념 자체에 어느 정도의 진실도 포함된다. 그러나 여러 통념에 담긴 진실은 딤미에 대한 편견으로 작용했으며 과거사를 왜곡하는 실체이기도 했다.

## 같이 보기
- 이념 및 사상
  - 딤미튜드
  - 이슬람 원리주의
  - 반유대주의
- 인물
  - 나카타 고
- 종교
  - 조로아스터교
  - 기독교
    - 콥트 교회
- 사건
  - 전쟁
    - 레바논 내전
    - 제2차 수단 내전
- 이슬람
  - 이슬람 국가
  - 지즈야
  - 샤리아
- 차별
- 문화 동화
- 디스토피아

## 참고 문헌 및 읽을거리
- 밧 예올(Bat Ye'or) (2002). 《Der Niedergang des orientalischen Christentums unter dem Islam. 7.-20. Jahrhundert.》. ISBN 3-935197-19-5.
- 마크 R. 코헨(Mark. R. Cohen) (2005). 《Unter Kreuz und Halbmond. Die Juden im Mittelalter.》. 뮌헨. ISBN 3-406-52904-6.
- 요하난 프리드맨(Yohanan Friedmann) (1998). 《Classification of Unbelievers in Sunnī Muslim Law and Tradition.》.
- 칼 빈스바그너(Karl Binswanger) (1977). 《Untersuchungen zum Status der Nichtmuslime im Osmanischen Reich des 16. Jahrhunderts.》. 뮌헨. ISBN 3-87828-108-0.
- 칼 빈스바그너(Karl Binswanger) (1980). 《Le Dhimmi : profil de l'opprimé en Orient et en Afrique du Nord depuis la conquête arabe》. 파리.
- 나빌 루카 바바위(Nabil Luka Babawi). 《Les droits et les devoirs des chrétiens dans l'état islamique et leurs conséquences sur la sécurité nationale》.
- 카렌 암스트롱 (2003). 《이슬람》.
- 이희수 (2002). 《이슬람》.